# Gelo III

Diagrama de fases da água, mostrando a região onde o gelo III é estável.

Gelo III é uma forma de matéria sólida que consiste em gelo cristalino tetragonal, formado pelo resfriamento da água para 250 K a 300 MPa. É a menos densa das fases de alta pressão da água, com uma densidade de 1160 kg/m3 (a 350 MPa). A forma do gelo III com prótons ordenados é o gelo IX.
O gelo de água comum é conhecido como gelo Ih (na nomenclatura de Bridgman). Diferentes tipos de gelo, do gelo II ao gelo XVIII, foram criados em laboratório a diferentes temperaturas e pressões.